# Special Operations Executive
Pour les articles homonymes, voir SOE.
Le Special Operations Executive (SOE, « Direction des opérations spéciales ») est un service secret britannique qui opère pendant la Seconde Guerre mondiale. Le SOE est créé le 19-22 juillet 1940 par Winston Churchill et dissout le 30 juin 1946. Il a pour mission de soutenir les divers mouvements de résistance des pays d'Europe occupés par l'Allemagne et l'Italie et, progressivement, de tous les pays en guerre, y compris en Extrême-Orient (« Force 136 »).
Présent dans les pays de l'Axe Rome-Berlin-Tokyo, le SOE déploie également des sections dans des pays neutres (Espagne, Syrie, etc.).
La place du SOE dans l'histoire de la Résistance est complexe et donne lieu à certaines confusions : rattaché au ministère de l'Économie de guerre, le SOE ne dépend pas du ministère de la Guerre (« War Office »), pas davantage que des autres services secrets britanniques, tels que le fameux Intelligence Service.

## Présentation générale

### Opérations

#### Objectifs des opérations
Les Britanniques cherchent à orienter l'activité des résistants des pays occupés dans un sens qui contribue à la réalisation de leurs plans de guerre globaux. L'activité des résistants revêt plusieurs formes :
- en matière d'action :
  - sabotages pour contrer le dispositif de guerre : sabotages d'installations militaires, industrielles ou ferroviaires ;
  - opérations destinées à inquiéter, déstabiliser, affaiblir l'ennemi, au cœur des pays occupés : attentats, assassinats, déraillements de convois de troupes.
- en matière de renseignement :
  - obtention de renseignements sur les plans de l'ennemi : les intentions générales, les mouvements de troupes prévus ou constatés.
  - désinformation de l'ennemi.

Le SOE est l'organisation chargée de l'action, dans l'attente de la reprise des opérations militaires. Pour ce faire, il doit, pour chaque pays concerné, procéder par étapes :
- commencer par s'assurer de l'existence effective d'une résistance, et prendre contact avec ses membres ; au besoin, susciter la création de groupes de résistance ;
- maintenir le contact, après qu'il a été établi ;
- fournir aux résistants les moyens nécessaires pour mener la lutte contre l'ennemi : l'encadrement (organisation en réseaux, direction des réseaux, méthodes de lutte clandestine, désignation des missions, protection et évasion des résistants en danger), le matériel (les armes, les munitions et les explosifs, les vêtements, la nourriture, etc.) et l'argent.

#### Techniques utilisées pour les opérations
Pour réaliser ses opérations, le SOE a développé différentes techniques de guerre clandestine :
- Transports[4]. Il s'agit d'acheminer et de déposer dans les pays occupés les agents et les matériels (conteneurs, armes et munitions, documents, argent, etc.), ainsi que de récupérer et de rapatrier en Angleterre des agents en fin de mission ou en danger, des soldats, des résistants ou des personnalités (par exemple : André Dewavrin, Pierre Brossolette, Jean Moulin, Jean de Lattre de Tassigny et François Mitterrand[b]).
  - Opérations maritimes. Pendant les premiers mois de son activité, le SOE n'a comme choix que la voie maritime, dans les limites imposées par l'amirauté : barques de pêche bretonnes, vedettes lance-torpilles, felouques méditerranéennes, sous-marins, bateaux de marchandise armés, etc. permettent des débarquements individuels ou des ramassages pour les sections F et RF, ou des évasions, soit pour la ligne VAR de la section DF (la ligne se termine par une traversée depuis la côte nord de Bretagne), soit pour la section EU/P (felouques avec équipages polonais), de Gibraltar à la Côte d'Azur, d'Afrique du Nord en Corse, de Corse en France ou en Italie.

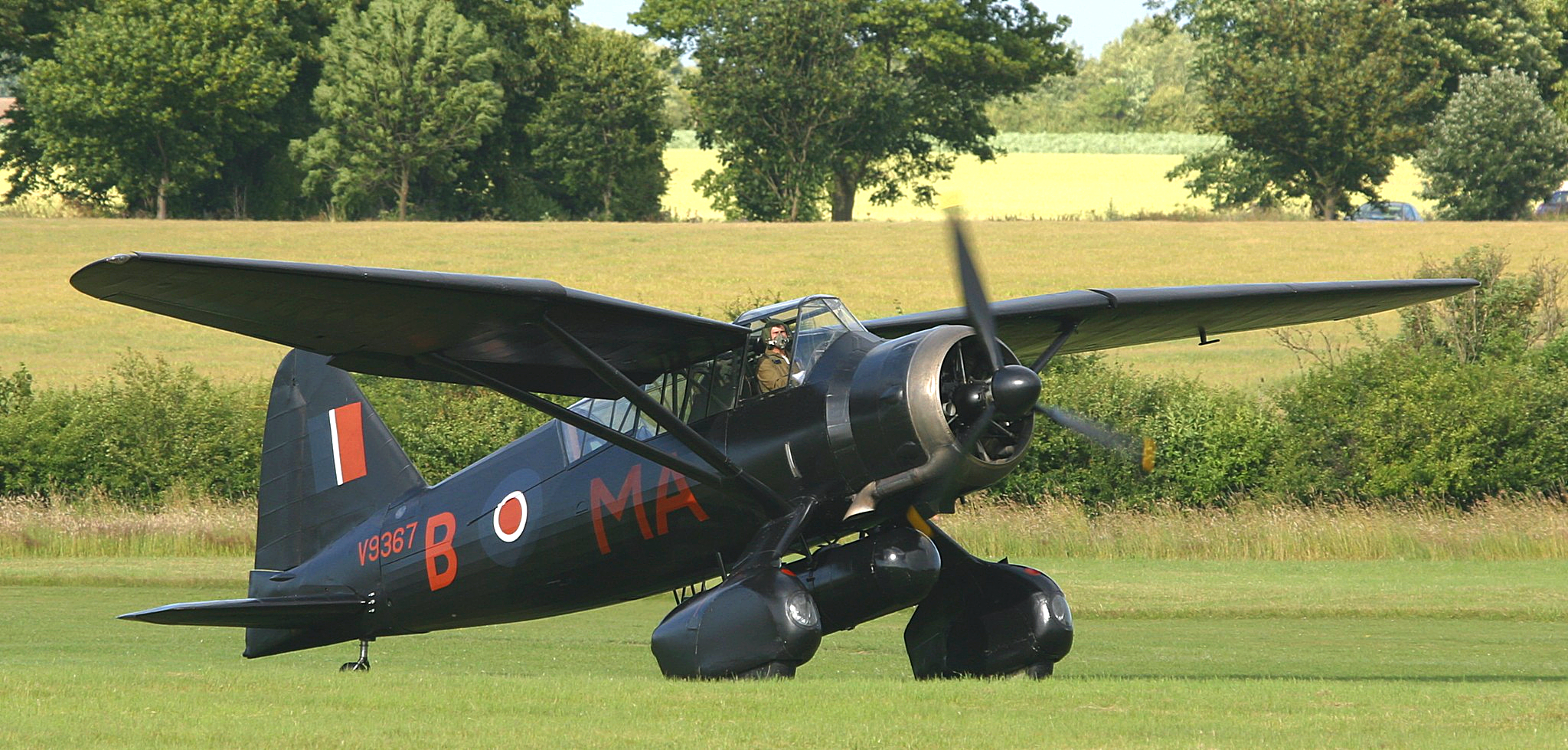
Westland Lysander.

  - Opérations aériennes. C'est la RAF qui assure les transports aériens pour le compte du SOE, comme pour tous les services spéciaux britanniques.Westland Lysander. Le plus souvent, les vols ont lieu de nuit, par ciel clair et en période de pleine lune[c], de façon à faciliter la navigation à vue et le repérage précis des lieux de destination des parachutages et des atterrissages.
    - Parachutage. Cette méthode est utilisée pendant toute la guerre pour l'acheminement des armes et dans les premiers temps pour celui des agents. Lorsque l'agent ne dispose pas de comité de réception au sol, on parle de parachutage à l'aveugle. Le premier agent parachuté de cette façon est Georges Bégué, dans la nuit du 5-6 mai 1941, dix mois après la formation du SOE[d].
    - Atterrissage. Pour améliorer l'efficacité (précision et sécurité) par rapport au parachutage, le SOE fait atterrir des avions derrière les lignes ennemies. Des résistants, avertis par message codé émis par la BBC, forment un comité de réception : celui-ci prépare un balisage lumineux au sol (en L) pour indiquer au pilote l'endroit et le sens de l'atterrissage ; il accélère les transferts ; il réceptionne les nouveaux arrivants ; il aide l'avion à redécoller et il efface les traces sur le terrain. Cette méthode est surtout utilisée en France zone nord, avec le Westland Lysander (voir l'image ci-contre). C'est dans la nuit du 4-5 septembre 1941 que le premier agent du SOE à être acheminé de cette façon, Gerry Morel, atterrit près de Chateauroux, le Lysander étant piloté par Nesbitt-Dufort. Autre avantage de la méthode, l'avion peut être chargé à nouveau pour son retour et ramener ainsi soit des personnes soit des documents (courrier, rapports, plans) en Angleterre. Pour améliorer encore la précision des atterrissages, le SOE utilise de nouveaux appareils :

* le système Eureka-Rebecca qui permet aux pilotes de poser leur avion en un point précis.
* Le S-phone, ancêtre du talkie-walkie, qui rend possibles à partir de fin 1942 les liaisons radio entre les avions et les comités de réception.
- Émissions radio chiffrées. L'opérateur radio, surnommé familièrement le « pianiste », dispose d'un appareil portatif et d'un quartz[f] (dont la fréquence lui est spécifique) fournis par le SOE, avec lesquels il transmet des informations en morse, après les avoir chiffrées de façon que le SOE soit seul à les comprendre. Il travaille sous risque permanent : il doit transmettre assez longtemps pour passer tous les messages nécessaires et doit éviter de se faire localiser par l'ennemi, qui utilise des voitures radiogoniométriques ou procède à des coupures de courant sélectives. Le premier message radio d'un agent de la section F fut envoyé vers Londres par Georges Bégué le 9 mai 1941.
- Jeux radio. Au premier degré, cette technique consiste à retourner des opérateurs radio ennemis arrêtés en Grande-Bretagne pour espionnage, et à leur dicter les messages à émettre, mensongers mais que l'ennemi croit authentiques. Dans la lutte psychologique constituée par l'utilisation de telles méthodes de désinformation par le SOE et par l'ennemi, il est admis que « le rempart de mensonges » édifié par les Britanniques a contribué efficacement à tromper les Allemands, notamment sur des éléments stratégiques clés tels que le lieu et la date du débarquement[5]. Cet élément de supériorité britannique complète celle obtenue par l'organisation secrète Ultra, par laquelle les Britanniques lisent à livre ouvert, sans que les Allemands s'en doutent, leurs messages militaires secrets codés par les machines Enigma et ceux, échangés entre leurs quartiers généraux, codés par les machines de Lorenz.
- Envoi par la BBC de messages personnels codés. Georges Bégué prenant conscience des difficultés auxquelles les opérateurs radio vont se heurter, suggère d'utiliser la BBC, qui transmet déjà des messages personnels, pour transmettre des messages personnels codés en rapport avec l'action des réseaux. Les modalités sont mises au point à Londres. C'est en septembre 1941 que le premier message « Lisette va bien », en passant à la BBC, annonce à Georges Bégué, qui est le seul à pouvoir le comprendre, que l'opération aérienne convenue est imminente[6].
- Appareils truqués et explosifs. Des dispositifs spéciaux développés et fabriqués par le SOE permettent aux agents et aux résistants de camoufler les objets dangereux (transformés en objets courants) ou de perpétrer les sabotages ou les attentats planifiés : crayon allumeur à retardement[g], pipe comportant un compartiment caché (pouvant contenir des documents secrets) et une boussole, crayon renfermant une lame, porte-mine servant de pistolet, pistolet silencieux, explosifs spéciaux mines, des charges creuses, des retardateurs, des engins explosifs aimantés.
- Construction de fausses identités : réalisation de faux papiers (cartes d'identité, cartes de rationnement, certificats, extraits d'actes de naissance ; réfection d'amalgames dentaires selon une composition conforme aux techniques du pays ; confection de vêtements selon le style du pays, la mode du moment ; préparation de fausses histoires individuelles ;
- Semelles en caoutchouc en forme de pieds, que l'agent attache sous ses chaussures, faisant croire que les empreintes sont celles d'habitants de la région marchant pieds nus.
- Graisses abrasives : des additifs indésirables font gripper les moteurs, ou les mécanismes de locomotives.
- Motocyclettes miniatures pliables (welbike), pouvant se ranger dans un conteneur type C, utilisable par les parachutistes.
- Submersibles (welman).
- Pilules de cyanure de potassium (pilule « L »), permettant à un agent de se suicider dans les situations ultimes.

#### Exemples d'opérations
Les opérations du SOE ont été nombreuses et souvent secrètes. Le public en connaît bien certaines grâce aux livres et aux films qui les ont relatées ou s'en sont inspirés. Sont notamment à mettre au crédit du SOE : la destruction de 90 usines de guerre françaises, la découverte de la base secrète d'expérimentation des fusées V2 de Peenemünde (finalement bombardée), la destruction du stock d'eau lourde norvégienne, qui aurait pu servir au développement d'une bombe atomique par les Allemands.

### Profil et préparation des agents

#### Qualités recherchées
- Politique. L’opposition résolue aux puissances de l’Axe est naturellement indispensable. Des membres exilés ou échappés des forces armées de certains pays occupés sont évidemment des agents potentiels. C'est particulièrement vrai de la Norvège et des Pays-Bas. Dans d’autres cas (Français loyaux envers Charles de Gaulle, Polonais), la loyauté des agents s'exerce d'abord envers leurs chefs ou leur gouvernement en exil, et ils considèrent le SOE comme un moyen d’arriver à leurs fins. Cela a pu parfois créer de la méfiance et tendre les relations avec le Royaume-Uni.
- Connaissance du pays et de la langue. Dans la plupart des cas, la qualité première exigée est une profonde connaissance du pays où l’agent va opérer, de manière qu’il se conduise en toutes circonstances comme un véritable ressortissant et qu’il n’y ait aucun doute possible sur l’identité artificielle que lui a fabriquée le SOE. Une pratique courante de la langue est requise si l’agent doit passer pour un natif de ce pays. La double nationalité est souvent un attribut apprécié, particulièrement dans le cas de la France. Dans d’autres pays, en particulier dans les Balkans, un moindre degré de pratique de la langue peut convenir, car les groupes de résistance concernés sont déjà en rébellion ouverte et n’ont pas à y vivre clandestinement.
- Goût pour l’action militaire. Ce goût se trouve aussi bien chez certains officiers de l’armée régulière que chez d'autres qui ne connaissent de l'action que celle du temps de la guerre.
- Caractère. Avoir des nerfs d'acier. Savoir au besoin ne compter que sur soi. Avoir l'esprit d'équipe. Avoir l'esprit de décision et de réelles qualités de diplomate et de négociateur. Résister à des interrogatoires brutaux. Savoir vivre dans la clandestinité, en ayant intégré à fond une identité et une histoire personnelle fabriquées de toutes pièces par le SOE, et s'en souvenir dans le moindre détail (fausse famille, anciens professeurs, villes natales fictives, etc.) sans risque de se couper. Pouvoir vivre dans la perspective permanente d'être arrêté et torturé, de mourir seul et sans reconnaissance, ou avec la perspective d'être soupçonné de trahison, sans possibilité de démenti. Toutes ces qualités étaient repérées, puis testées et développées dans des écoles d’entraînement spécial du SOE dans lesquelles la plupart des agents recrutés sont passés.

#### Critères indifférents
- Les conventions sociales de l’époque ne sont pas nécessairement prises en compte. Dans son combat contre l’Axe, le SOE ignore ces conventions. Il peut employer sans problème des gens qui ont un casier judiciaire ou des rapports défavorables de l’armée, des communistes, des homosexuels connus, des nationalistes anti-britanniques. Bien que certains d’entre eux constituent un risque, il n’y a pratiquement pas de cas connu d’un agent SOE qui soit passé à l’ennemi sans réserves.
- L'origine sociale n'est pas prise en compte. Le recrutement couvre toutes les classes sociales : ancienne aristocratie, bourgeoisie, origine ouvrière (c'est le cas de la majorité des agents de la section F). Quelques-uns même viendraient de la pègre.
- Le sexe n'est pas pris en compte. Au début, les femmes sont cantonnées dans les tâches non opérationnelles, comme c'est le cas dans les autres services secrets ou dans les armées. À partir d'avril 1942, après quelques exemples dérogatoires, sous l'impulsion de Colin Gubbins et après approbation de Winston Churchill, le SOE recrute des femmes, en les intégrant dans un service militaire de transport, le First Aid Nursing Yeomanry (FANY) avant leur affectation définitive dans les réseaux comme courriers ou opératrices-radio. Certaines y brilleront par leur caractère (énergie, enthousiasme, endurance, minutie). En outre, il leur est plus facile de changer d'aspect physique, de ne pas éveiller les soupçons et d'éviter les contrôles.
- Le métier n'est pas pris en compte. En particulier, bien que le goût pour l’action militaire soit un critère important, des gens de tous métiers, pas seulement des militaires, ont servi au SOE.
- La nationalité n'est pas prise en compte. Dans le cas particulier de la France, le critère de la langue évoqué plus haut conduit à une représentation importante de Canadiens[h] et de Mauriciens.

#### Préparation des agents
Le SOE met en place des écoles d'entraînement spécial, dans lesquelles l'agent apprend des techniques et se prépare moralement à sa vie clandestine d'agent secret. Il doit notamment : affronter toutes les difficultés d'une nature hostile et survivre ; agir discrètement en terrain découvert ; ramper dans les buissons ; franchir à gué des cours d'eau glacés ; se battre sans arme ; tirer ; sauter en parachute ; transporter et cacher sur lui du matériel d'espionnage (voir plus haut Appareils truqués et explosifs) ; se servir de postes de radio ; apprendre par cœur des signaux difficiles ; utiliser en vue d'éventuelles évasions de très fines scies d'acier pour découper des barreaux de prison ; utiliser des boussoles miniatures cachées dans des boutons ; utiliser les pièges spéciaux mis au point par le SOE pour perpétrer les attentats (tels que des pompes à bicyclettes qui explosent quand on les utilise, des grenades à main placées dans des boîtes dont l'étiquette, fidèlement reproduite, mentionne des fruits, des moulages de plâtre peint ressemblant à une bûche contenant une mitraillette Sten) ; être prêt — en situation ultime — à avaler la pilule « L » de cyanure de potassium fournie avant le départ.

#### Sélectivité de l'entraînement spécial
À titre d'exemple, l'agent Peter Churchill, dans son livre Missions secrètes en France, indique que de son groupe de 14 qui commença l'entraînement, 3 furent finalement envoyés sur le terrain, les 11 autres ayant été éliminés : 4 à la fin du stage à Wanborough Manor, 5 à la fin de celui de Mallaig, et 2 à la fin de celui de Ringway.

### Sort des réseaux
Les réseaux du SOE ont souvent été infiltrés par l'ennemi, puis retournés ou anéantis. Le phénomène est massif aux Pays-Bas, où la totalité des réseaux SOE finissent contrôlés par les Allemands ; il est également important en France ou dans d'autres pays. Le bilan de l'action du SOE est positif et les opérations qu'il a menées, notamment celles qui visaient à leurrer l'ennemi sur les éléments clés de planification du débarquement, ont pesé très lourd dans la conduite de la guerre, en complément des efforts militaires proprement dits. Certains agents et certains réseaux ont pu être délibérément sacrifiés pour atteindre cet objectif majeur.

### Organisations ennemies
Trois organisations allemandes interviennent dans la lutte contre le SOE :
1. l'Abwehr : services de renseignement de la Wehrmacht, dirigés par l'amiral Wilhelm Canaris. L'Abwehr est surtout active au début de la guerre ;
2. le Sicherheitsdienst (SD) : services de sécurité du parti nazi, dont le bureau de contre-espionnage à l'étranger (Amt VI : « SD extérieur ») est dirigé par Walter Schellenberg ;
3. la Gestapo : police secrète d'État dirigée par Heinrich Müller.

Les deux dernières sont regroupées depuis 1939 au sein d’une organisation unique, le RSHA, coiffée par Heinrich Himmler, et dirigée par Reinhard Heydrich, puis par Ernst Kaltenbrunner à partir de juin 1942. Dans la lutte contre le SOE, elles interviennent progressivement et voient leur rôle s'accroître au point d'absorber l'Abwehr au printemps 1944.

### Organisation

#### Quartier général
Le quartier général du SOE était situé à Londres, dans Baker Street. Les sections administratives et territoriales y occupaient trois immeubles de bureaux. D’autres locaux, généralement situés près de Baker Street, servaient principalement pour des entrevues et pour le briefing des agents. En dehors du quartier général, des demeures à la campagne étaient des centres d’entraînement pour les agents.
Des antennes furent créées dans les capitales neutres ou alliées comme Madrid, Lisbonne, Berne, Stockholm.
Tandis que la guerre se poursuivait en Europe et au Moyen-Orient, des états-majors opérationnels dotés d’une large autonomie furent établis au Caire, couvrant tous les territoires rattachés à la Région Militaire Moyen-Orient, y compris la Grèce et la Yougoslavie, et à Alger pour l’organisation de l’aide aux débarquements en Italie et à l’invasion de la France méridionale. Lorsque le sud de l’Italie fut aux mains des Alliés, on transporta à Ban une partie de l’état-major du Caire.
Les opérations contre les Japonais en Extrême-Orient furent d’abord dirigées depuis Meerut, près de Delhi, et par la suite depuis Kandy à Ceylan.

#### Rattachement
À sa création, le SOE est rattaché au ministre de la guerre économique. Les ministres successifs sont : Hugh Dalton jusqu'au 22 février 1942, puis Roundell Palmer, 3e comte de Selborne.
Le 5 octobre 1943, le COSSAC (Chief of Staff to Supreme Allied Commander) décide d'exercer un contrôle opérationnel sur les activités du SOE/SO pour une meilleure coordination entre les actions de guérilla et les opérations militaires pour le nord-ouest de l'Europe.
Le 1er juillet 1944, après le débarquement en Normandie, les sections agissant en France sont rattachées opérationnellement à l'État-major des Forces françaises de l'intérieur (FFI), dirigé par le général français Marie-Pierre Kœnig.
Churchill, qui en est le créateur, conserve en permanence la haute main stratégique sur le SOE, notamment par l'intermédiaire de la London Controlling Section (LCS). Cela explique que le SOE soit parfois désigné comme « armée secrète de Churchill ».

### Relations avec les autres services

#### MI6
Il y a plusieurs motifs structurels de forte rivalité entre le SOE et le MI6. Les deux organisations agissent sur le même terrain : les pays occupés. Selon la distinction traditionnelle, la mission du SOE, « mettre le feu à l'Europe », en fait un service « action », alors que le MI6 est un service « de renseignement ». L'action du SOE a pour résultat d'attirer l'attention de l'ennemi, alors que le renseignement (MI6) exige le plus de discrétion possible.
Le SOE et le MI6 sont rivaux en matière de recrutement. Il est difficile pour le SOE de recruter massivement, tant sur le sol britannique que dans les pays occupés, des cadres et des agents du même niveau professionnel que leurs collègues du MI6 ou leurs équivalents allemands de l'Abwehr.

#### MI5
Le recrutement du personnel et des agents du SOE se fait indépendamment du MI6. En revanche, une collaboration étroite s'instaure avec le MI5, chargé du contre-espionnage sur le territoire britannique, pour filtrer les agents pressentis à leur arrivée en Grande-Bretagne ou à leurs retours de missions.

## Histoire

### Avant la guerre
Les Britanniques, très marqués par la Grande Guerre, se refusent à imaginer qu'un nouveau conflit soit possible ; mais l'Anschluss, c'est-à-dire l'annexion de l'Autriche par Hitler en mars 1938, leur fait prendre conscience du danger. Et, comme ils ne pensent pas que le Royaume-Uni puisse, à lui seul, venir à bout de l'ennemi dans une bataille ordinaire (ils comptent davantage sur un blocus et sur des opérations capables d'affaiblir son moral et sa capacité de résistance), ils mettent alors sur pied diverses petites équipes chargées d'étudier, qui les voies d'une action psychologique sur les forces et sur la population ennemies (on se souvenait des résultats obtenus par la campagne de propagande menée en 1917), qui les moyens de frapper l'ennemi d'autre manière que selon les méthodes militaires classiques. Ce sont :
- EH (pour « Electra House », nom de l'immeuble où sont installés ces quelques journalistes et spécialistes de la radio qui s'occupent des questions de propagande) relevant du Foreign Office ;
- la Section D, au sein du Secret Intelligence Service, relevant aussi du Foreign Office ;
- MI(R), pour Military Intelligence (Research), au War Office, c'est-à-dire au ministère de la Guerre.

MI(R) et la Section D ne tardent pas à se découvrir l'une l'autre et se partagent le travail : la première s'occupant de ce qui peut être entrepris par des agents en uniforme, l'autre de ce qui doit rester discret. Leurs chefs établissent, ensemble, un rapport qu'ils soumettent au chef de l'État-major impérial, lord Gort, lequel en parle au ministre des Affaires étrangères lord Halifax ; et celui-ci organise, le 23 mars 1939, une réunion au cours de laquelle une certaine forme de coopération pratique est décidée, et de premières autorisations d'entrée en action sont données, visant des régions du centre et du sud-est de l'Europe alors déjà manifestement menacées par l'Allemagne.

### Début de la guerre
Le 3 septembre 1939 c'est l'entrée en guerre. Aussitôt, chaque ministère récupère ses troupes ; et bientôt le manque de liaison, la dispersion des efforts, deviennent manifestes.
Le 10 mai 1940, un gouvernement de coalition est formé, et Churchill devient Premier Ministre. Il ne tarde pas à se rendre compte de la situation et prend l'initiative de l'indispensable remise en ordre. Il confie cette mission à lord Hankey qui, de Secrétaire dans le gouvernement de Neville Chamberlain (il avait donc une solide expérience des problèmes de coordination), était devenu Chancelier du Duché de Lancastre dans le gouvernement de coalition et disposait à la fois de l'autorité et du temps nécessaires.
Le 6 juin 1940, la chute de Dunkerque marque la déroute de l'armée britannique aux côtés de l'armée française. Les troupes régulières ne pourront pas reprendre pied sur le continent avant longtemps. Churchill envoie une note au général Hastings Lionel Ismay, chef du secrétariat militaire du cabinet de guerre britannique et du comité de défense impériale :« Nous devons nous mettre dans la tête que tous les ports de l'autre côté du Channel et que toutes les régions qui s'étendent entre ces ports sont un territoire ennemi. Des entreprises contre ce territoire doivent être préparées avec des troupes spécialement entraînées à débusquer le gibier et à répandre la terreur le long de ces rivages. Je compte sur le comité des chefs d'état-major pour me proposer des mesures appropriées à une vigoureuse et hardie offensive, menée sans répit contre toute la côte occupée par les Allemands. »

### Création du SOE en juillet 1940
Lord Hankey entend tous les intéressés, sait les convaincre et amène Lord Halifax à réunir et présider, le 1er juillet 1940, une grande conférence à laquelle participent, entre autres, Lord Lloyd (ministre des Colonies, et — surtout — vieil ami de T.E. Lawrence dont il connaît bien les méthodes), Hugh Dalton (ministre de la Guerre économique), Stewart Menzies (nouveau chef du SIS, à la tête duquel il a succédé à l'amiral Sinclair, et patron de la section D) et le chef du Renseignement Militaire, dont dépend MI(R).
Débats constructifs, et conclusion unanime : tous les services en cause doivent être rassemblés, et être placés sous une autorité unique disposant des pouvoirs les plus étendus.
Dès le lendemain, Hugh Dalton confirme dans une lettre qu'il adresse à Lord Halifax les points de vue qu'il a exprimés au cours de la conférence. Il écrit : « Nous devons organiser, dans les territoires occupés par l'ennemi, des mouvements comparables au Sinn Fein en Irlande, à la guérilla chinoise opérant actuellement contre les japonais, aux irréguliers espagnols… dans la campagne de Wellington… Ce dont nous avons besoin, c'est d'une nouvelle organisation qui soit en mesure de coordonner, d'inspirer, de contrôler et d'aider les ressortissants des pays opprimés, qui doivent eux-mêmes participer activement aux opérations… »
Le 11 juillet, Halifax voit Churchill. Neville Chamberlain, l'ancien Premier, et Clement Attlee, chef du Parti Travailliste, sont présents. La décision est prise ; et c'est Chamberlain, l'homme de Munich, qui est chargé de la mise en forme : il est maintenant Lord Président du Conseil et a le temps de s'occuper d'« extras » de la sorte. Il le fait tambour battant ; et ce n'est pas un papier de compromis qu'il prépare. Le 13 juillet, il fait déjà tenir son projet à tous les intéressés.
Le 16 juillet, Churchill, document en main, reçoit Hugh Dalton, et lui demande de prendre la tête de l'organisme à créer. Son choix est déterminé par les capacités de l'homme (le Royaume-Uni est pratiquement seul face à l'Allemagne et, dans la conception stratégique de l'époque, seuls blocus et subversion peuvent permettre de venir à bout de l'ennemi : c'est donc l'instrument clef de la victoire qui est en cause) ; mais c'est aussi un choix politique : Dalton est travailliste et, depuis longtemps son parti se plaint que tous les services secrets soient dirigés par des conservateurs ; sa nomination est un moyen de rétablir l'équilibre ; en outre c'est vers les couches populaires des pays occupés que va devoir se tourner la nouvelle organisation et un homme de gauche paraît tout indiqué pour la mener dans cette voie. C'est lors de cette entrevue que Churchill aurait exprimé la mission du SOE par une phrase lapidaire devenue célèbre : « And now, set Europe ablaze! » (« Et maintenant, mettez le feu à l'Europe ! »)
Le 19 juillet, Chamberlain signe son texte définitif. C'est la dernière tâche importante de sa vie, quelques jours avant son hospitalisation. Et c'est ce document qui est vénéré par le SOE comme sa charte de fondation.
Le 22 juillet, le Cabinet s'en saisit et l'arrête formellement (après une correction mineure). Et le procès-verbal de la réunion du Cabinet ajoute seulement qu'« il serait très peu souhaitable que des questions relatives au SOE apparaissent à l'ordre du jour de la Chambre des Communes ».

### Mise en place du SOE
Les liaisons et échanges que les dispositions adoptées imposent sont les seules restrictions à l'autonomie du nouvel organisme qui, pour le reste, est donc tout à fait indépendant.
Il l'est en particulier des autres services secrets et, d'abord, du SIS dont le chef, Stewart Menzies (qui a participé à la réunion fondatrice présidée, le 1er juillet, par lord Halifax) doit s'accommoder de la situation. En fait, pris par ses autres occupations, il a complètement perdu l'affaire de vue : il ne s'est même pas aperçu qu'un accord, intervenu dès le 16 août, entre Dalton et Halifax, l'a privé de sa section D et a fait passer celle-ci, en même temps que l'équipe de Electra House (propagande), sous l'autorité du SOE (personne ne l'a averti) ; et lorsqu'il prend conscience de la situation, au début de septembre, il est trop tard pour tenter quoi que ce soit.
Il reste qu'il n'apprécie pas, et que le ressentiment qu'il éprouve — ajouté à la conviction qu'une fois en place les agents du SOE risquent fort de susciter des réactions peu propices au travail de ses agents à lui, chargés du renseignement — n'est pas de nature à le mettre dans de bonnes dispositions à l'égard de ce nouveau partenaire.
Le ministère de la Guerre, de son côté, a accepté le transfert du MI(R) : les discussions à ce sujet ont cependant pris un peu plus de temps, et c'est seulement en octobre qu'intervient la décision formelle. Mais la partie à proprement subversive de l'unité a pris les devants et a, tout simplement et sans attendre, rejoint la nouvelle formation.
Dalton organise rapidement son domaine :
- Il s'assure de la coopération d'un diplomate, Gladwyn Jebb (qui sera, de 1954 à 1960, ambassadeur à Paris), qu'il nomme Chief Executive Officer et qu'il installe auprès de lui, à Berkeley Square House, c'est-à-dire au ministère de la Guerre économique, où il sera une sorte de Permanent Under Secretary (l'équivalent du secrétaire général de certains ministères français) pour le SOE (Robert Vansittart, l'« assistant » désigné dans la « charte » du 22 juillet, reste, pour sa part, au Ministère des Affaires Étrangères, où il continue d'assumer ses fonctions de Chief Diplomatic Adviser, et ne consacre que relativement peu de temps au SOE, encore qu'au début, au moins, il soit consulté chaque fois que se posent des questions politiques importantes) ;
- Il met en place trois divisions, chargées respectivement de la propagande (SO1), des opérations (SO2) et du planning ainsi que de la sécurité (SO3) ;
- Et il nomme un directeur général à la tête de SO2, en la personne de Frank Nelson, un homme d'affaires (il a été dans le commerce des Indes), qui a été député conservateur et, en 1939, consul à Bâle, où il a acquis une certaine expérience des problèmes du renseignement et de la sécurité (il a été question, un moment, pour ce poste, du général Edward Spears), Grand et Holland, qui commandaient respectivement l'un la section D, l'autre MI(R), quittent le SOE pour rejoindre l'armée.

Mais les choses ne resteront pas longtemps en l'état. Un haut fonctionnaire des Affaires étrangères, Rex Leeper, chef du Political Intelligence Department du ministère, est appelé à diriger SO1 (Campbell Stuart, patron d'Electra House, est renvoyé à ses journaux) et se met au travail. Aussitôt, ou presque, le ministère de l'information intervient (deux ministres se succèdent, Duff Cooper et Brendan Bracken, qui, tous deux, sont à la fois des personnages de poids et des amis personnels de Winston Churchill), exigeant qu'une coordination appropriée soit organisée entre ce que font ses services, chargés de la propagande officielle, et l'action moins « avouable » conduite par le SOE. Le ministère de l'information entend que le tout devrait être placé sous son autorité. Il obtient la création d'un second executive : le Political Warfare Executive, auquel est confiée la guerre politique ou psychologique et qui passe dans le giron des Affaires étrangères. La charte du nouvel organisme prévoit tout de même que les autres ministères intéressés et le SOE auront leur mot à dire sur les orientations à donner et sur les choix à faire. Le résultat sera satisfaisant pour tout le monde : les relations entre PWE et SOE seront bonnes et leurs agents, assez souvent, coopéreront sur le terrain.
SO3 est confié à Philip Broad, arrivé comme assistant personnel de Gladwyn Jebb. Il est assisté, pour les questions de sécurité, par le brigadier van Cutsem. Et le service se noie rapidement dans les papiers et dans les complications de sa structure. Ses tâches concrètes passent à une unité nouvelle, qui est reprise par SO2, et est bientôt augmentée d'une administration des finances et d'une administration du personnel : SO2 ainsi agrandie et désormais seule constitue la structure définitive du SOE.

### Organisation
L'organisation du SOE comprend :
- le quartier général,
- les antennes, créées dans les capitales neutres ou alliées,
- les sections, chargées de l'action dans les pays étrangers (finalement sans se limiter à l'Europe),
- les stations, situées en territoire britannique, qui se répartissent en :
  - Stations expérimentales
  - Écoles d'entraînement spécial (STS, special training schools).

#### Quartier général
Le SOE est formé par la réunion de trois départements secrets, qui lui fournissent ses dirigeants et ses moyens initiaux :
1. SO1 provient du département EH[j] chargé de la propagande au Ministère des Affaires étrangères, dirigé par Sir Campbell Stuart. Plus tard, en septembre 1941, cette section sera détachée du SOE pour former le PWE, Political Warfare Executive, en français : « Direction de la guerre politique ».
2. SO2 provient de la section D, une sous-section de l'Intelligence Service créée en 1938, service action agissant plus particulièrement dans les Balkans, dirigée par le Major Lawrence Grand avec George Taylor comme adjoint, et dont le quartier général est installé dans The Frythe. Fin 1941, après la suppression de SO3 et le nouveau rattachement de SO1, SO2 représente la totalité du SOE.
3. SO3 provient du MIR (Military Intelligence, Research), un département du ministère de la Guerre, chargé de la planification des actions subversives et de sabotage, dirigé par le major John C. Holland, avec le lieutenant-colonel Colin Gubbins pour adjoint ; le 17 janvier 1941, le SO3 est supprimé et ses principaux éléments rattachés au SO2.

#### Dirigeants

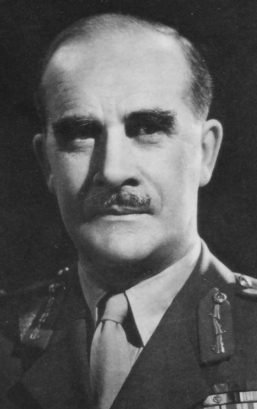
Colin Gubbins

Frank Nelson est nommé à la tête du SOE. Pour des raisons de santé, il est remplacé par Charles Hambro (1897-1963) en avril 1942. Désapprouvant le regroupement des activités du SOE et de l'armée sous la même autorité, en août 1943, Hambro démissionne. Il est remplacé par son adjoint, le général de division (Major General) Colin Gubbins, qui prend lui-même pour adjoint R. H. Barry.

#### Locaux
Tout commence dans les locaux qu'occupait à Londres la section D à Caxton Street, non loin de la station de métro de St James's Park. L'espace manque vite. SO2 s'installe dans un hôtel du voisinage, le St Hermin's, et y est bientôt à l'étroit. Un immeuble entier de bureaux devienne alors vacant, qui se trouve au 64 Baker Street, au nord d'Oxford Street, et appartient au gouvernement (il avait été occupé par les services de l'administration pénitentiaire, entre-temps casés ailleurs) : l'emménagement se fait le 31 octobre 1940.
Le développement du SOE conduit à l'occupation d'espace sur une bonne partie du côté ouest de Baker Street. Ainsi, il s'étend au 84 dans d'anciens locaux des magasins Marks & Spencer, qui abrite le chiffre et les transmissions, en laissant le 62-64 à sa section française (section F). Au 84, le seul signe de la présence de services officiels est la plaque indiquant « Inter-Services Research Bureau ». En outre, plusieurs sections sont amenées à louer, dans le quartier, des appartements (ainsi la section F à Orchard Court) ou de petits hôtels particuliers (ainsi la section RF au 1, Dorset Square), pour y recevoir les agents sans que ceux-ci aient à accéder à la maison-mère (discussions préalables au recrutement, communication des consignes avant le départ en mission, exposé des rapports au retour des missions). Plus tard, le SOE occupera aussi Norgeby House, au 83.
Le nom de Baker Street, celui de la rue où demeurait Sherlock Holmes, vaudra aux agents du SOE le surnom d'« Irréguliers de Baker Street ».

#### Sections
Le SOE comprend un certain nombre de sections régionales (country sections) qui coordonnent l'action des réseaux dans les différents pays :
- France : deux importantes sections régionales du SOE (F et RF) sont consacrées aux opérations en France, et six autres sections sont impliquées à des titres divers :
  1. Section F : section française du SOE, sans relation avec la France libre. C'est la section la plus importante. Elle donna lieu à la formation de 95 réseaux.
  2. Section RF : section chargée de travailler avec les gaullistes (en l'occurrence André Dewavrin « Passy », chef des services de renseignements, qui devint le BCRA).
  3. Section DF : section chargée de la mise en place des filières d'évasion devant permettre le retour des agents en Angleterre.
  4. Section EU/P : section en relation avec les réseaux polonais du nord de la France.
  5. Section AL : section servant de bureau de liaison avec le ministère de l'Air britannique et chargée des liaisons aériennes clandestines avec le territoire français.
  6. Section Stockage-Emballage, pour les chargements de ravitaillement.
  7. Section MT : organise les écoles d'entraînement spécial qui forment les agents à la guerre secrète et subversive.
  8. section AMF : à partir de fin 1942, section basée à Alger qui opère dans le midi de la France ; après avoir brièvement collaboré avec les giraudistes, elle se met au service des gaullistes.
- Autres pays
  - Section H : Espagne ;
  - Section I : Italie et Suisse ;
  - Section MP : Pologne qui collaborait avec les Cichociemni, une élite de parachutistes des opérations spéciales de l'Armia Krajowa;
  - Section MPH : Hongrie ;
  - Section MY : Tchécoslovaquie ;
    - le SOE envoie de nombreuses missions dans le Protectorat de Bohême-Moravie, et plus tard en Slovaquie. La plus célèbre, appelée Opération ANTROPOID, permet l'assassinat du leader SS Reinhard Heydrich, à Prague, le 27 mai 1942, par les soldats Jozef Gabčík et Jan Kubiš. De 1942 à 1943, les Tchécoslovaques ont leur propre école d'entraînement spécial, STS46, à Chicheley Hall dans le Buckinghamshire. En 1944, le SOE envoie des hommes pour aider au soulèvement slovaque.

  - Section N : Pays-Bas ;
  - Section S : Scandinavie :
    - Section SD : Danemark ;
    - Section SN : Norvège ;
    - Section SS : Suède ;

  - Section T : Belgique et Luxembourg ;
  - Section X : Allemagne et Autriche ;
  - Section Y : Yougoslavie.
  - Autres sections : Grèce, Albanie, Roumanie, Abyssinie, Asie du Sud-Est.

#### Stations expérimentales
Pour ses activités de recherche et développement, le SOE utilisa plusieurs « stations » généralement situées dans des maisons de campagne, identifiées par un numéro en chiffres romains.

#### Écoles d'entraînement spécial
Pour l'entraînement de ses agents, le SOE dispose de plusieurs dizaines d'écoles d'entraînement spécial (Special Training Schools ou STS) dont la liste est présentée dans l'article Liste des établissements du SOE. Le quartier général de l'entraînement du SOE est situé à Norgeby House, 83 Baker Street. Il est dirigé par le colonel J.S. Wilson.
Les écoles d'entraînement spécial du SOE se répartissent en plusieurs catégories. Pour les présenter, suivons la séquence du programme d'entraînement d'un agent :
- Écoles préparatoires (preliminary schools). Ces écoles sont situées dans les Midlands et le sud de l'Angleterre et sont dirigées par le colonel Roger de Wesslow. Les futurs agents des deux sexes y sont répartis par nationalité, chaque country section disposant de la sienne. Le stage dure quatre semaines, et permet de tester le caractère, les capacités physiques et les aptitudes à des tâches particulières de l'agent. Bien que formé par plusieurs instructeurs, l'agent est suivi par un même officier qui l'observe, le note, l'aide et finalement donne son avis sur son orientation. Avant l'été 1943, des aménagements sont apportés aux méthodes de recrutement : les preliminary schools sont alors remplacées par un student assessment board (à Wanborough Manor, pour la section F) qui soumet les agents potentiels à toute une série de tests pratiques et psychologiques qui permettent de vérifier plus solidement leur aptitude au travail clandestin et, de plus, facilite leur orientation vers tel ou tel type de mission.
- Écoles d’endurcissement (roughning schools). Ces écoles sont situées en Écosse, dans l'Inverness-shire : quartier général à Arisaig House, demeure familiale des Nicholson située près de Loch Ailort ; six autres manoirs réquisitionnés aux alentours. Elles sont dirigées par deux vétérans de la Première Guerre mondiale, le lieutenant-colonel Pat Anderson et le major James Young. Le stagiaire qui a été reconnu apte à la fin de son stage en école préparatoire y suit une nouvelle phase d'entraînement (tir instinctif, techniques de combat, techniques de démolition, maniement des explosifs, télégraphie morse, etc.) en côtoyant cette fois des stagiaires d'autres nationalités.
- École d'entraînement au saut en parachute no 1 de Ringway Airport. Cette école est située près de Manchester. Elle est dirigée par le wing commander Maurice Neuwham. Elle accueille des stagiaires du SOE, des commandos-parachutistes ou des combattants des troupes aéroportées, mais ceux du SOE sont logés à part, à Dunham Lodge (Bowdon, près d'Altrincham, dans le Cheshire).
- Écoles de finition spéciale (special finishing schools). Ces écoles sont situées sur les terres de la famille Montagu près de Beaulieu dans le Hampshire. Elles sont dirigées par le colonel Frank Spooner. Le stagiaire est préparé individuellement à sa future mission. Il est présenté à son futur officier traitant. Il suit un cours général sur les techniques de sécurité : comment trouver un refuge, organiser des liaisons, rompre une filature, communiquer en secret (chiffrement, encres invisibles, camouflage des documents), utilisation de « boîtes aux lettres », procédés du contact, prévention contre les méthodes de la police, comportement lors des interrogatoires, etc.). Il est informé des conditions et des habitudes de vie du pays où il va se rendre. À la fin du stage, il est soumis à un exercice spécial de trois à cinq jours destiné à tester sa débrouillardise : il reçoit un objectif de sabotage (décrit dans un dossier sommaire qu'il doit entièrement mémoriser) ; on lui retire tous ses papiers ; on lui laisse dix shillings ; s'il se fait prendre par la police et ne parvient pas à s'échapper ou à se faire libérer, il peut utiliser comme ultime recours un numéro de téléphone appris par cœur, qui le protège contre l'incarcération pour espionnage mais probablement pas de la radiation du SOE pour incapacité.

Les futurs radio passent, eux, à l'école spéciale d'entraînement située à Thames Park, dans l'Oxfordshire. Cette école à part ne dépend pas de la direction de l'entraînement, mais de celle des signaux, dont dépendent également les stations centrales (home stations), le service du chiffre et une section de recherche spécialisée dans la conception et le perfectionnement des appareils émetteurs et récepteurs (postes récepteurs dits biscuits, appareils Rebecca-Eureka, S-phone)

#### Organisation des moyens aériens
Les moyens aériens dont les sections régionales du SOE ont besoin pour leurs opérations leur sont fournis par la Royal Air Force.

### Effectifs
Grâce à l'appui de Churchill, les effectifs du SOE croissent rapidement, au point d'atteindre finalement environ 13 000 personnes, employées directement ou contrôlées.

### Dissolution
Le 30 juin 1946, le SOE, devenu sans objet, est dissous. Ce qui reste du personnel et des équipements, absorbé par le MI6, est réparti entre les différentes divisions opérationnelles et le nouveau Directoire de l'entraînement et du développement pour la préparation à la guerre (DEWP)[réf. nécessaire].

## Mémoire

### Reconnaissance
À plusieurs reprises, dès la fin de la guerre, le haut commandement interallié a exprimé sa dette globale envers l'action de la résistance intérieure et des forces spéciales. La boîte déroulante ci-dessous en donne quelques exemples.
Dans les années qui ont suivi la guerre, de nombreux monuments (mémoriaux, stèles, plaques) ont été érigés à la mémoire des agents du SOE et des résistants qui avaient combattu à leurs côtés. Voici quelques exemples significatifs :
- À l'abbaye de Westminster, Londres, un monument est dédié « à tous les membres du SOE de toutes nationalités qui ont maintenu l'esprit de résistance et sont morts pour la libération des pays occupés ». Ce monument a été inauguré par la reine Elizabeth, le 13 février 1996.
- le mémorial de l'église Saint-Paul, Knightsbridge, Londres, rend hommage « à la mémoire des agents féminins du FANY qui ont donné leur vie pour leur roi et pour leur pays, pendant la Seconde Guerre mondiale ». Les noms gravés comprennent 13 agents de la section F du SOE : Yolande Beekman, Denise Bloch, Andrée Borrel, Muriel Byck, Madeleine Damerment, Noor Inayat Khan, Cecily Lefort, Vera Leigh, Éliane Plewman, Lilian Rolfe, Diana Rowden, Yvonne Rudellat, Violette Szabo.
- le mémorial de Valençay (Indre) honore les 104 agents de la section F morts pour la France. Situé près du lieu du premier parachutage d'un agent du SOE en France, il a été inauguré le 6 mai 1991, à l'occasion du cinquantenaire de ce parachutage.
- le mémorial Brookwood (Surrey, Angleterre) honore 3 475 hommes et femmes des forces du Commonwealth et de l'Empire morts pendant la guerre et dont les noms ne peuvent être enregistrés de manière appropriée sur les autres mémoriaux des différents théâtres de guerre, ce qui est le cas de plusieurs agents du SOE.

De plus, la mémoire des agents exécutés est commémorée dans les camps de concentration. Exemples :
- Flossenbürg. Au musée du camp, une plaque, inaugurée le 22 juillet 2007, honore la mémoire de quinze agents du SOE : François Michel, exécuté en juin 1944, Gustave Biéler « Guy » exécuté le 5 septembre 1944, Jack Agazarian, Phillip Amphlett, James Amps, George Demand, Roland Dowlen, Marcel Fox, Harry Graham, Eugène Levene, Jean Menesson, Brian Rafferty, David Sibree, Victor Soskice, Jean Worms, exécutés le 29 mars 1945 ;
- Gross-Rosen (dans le musée a été ouvert à Rogoźnica). Au mémorial du camp de concentration, une plaque honore la mémoire de dix-neuf agents de la section F qui y ont été exécutés en août-septembre 1944. On y lit : « À la mémoire des officiers de la section française du Special Operations Executive (SOE) tués à KL[12] Gross-Rosen en automne 1944 : Alexandre Lt R.E.J., Antelme Maj. J.A.F., Byerly Lt. R.B., Defence Cpt. M.E., Deniset Cpt. F.A., Dubois J.R.A., Duclos Lt. P.F., Finlayson Lt. D.H., Gaillot Lt. H.H., Hamilton Lt. J.T., Hayes CPT. V.C., Ledoux Cpt. J.P.H., Lee Cpt. L., McBain Plt Off. G.B., Malraux Lt. C.R., Maugenet Lt. A.A.J., Pardi Lt. P.B., Rabinovitch Cpt. A., Vallée Capt. F.J.. »
- Ravensbrück. Au camp, une plaque honore la mémoire de Denise Bloch, Lilian Rolfe, Violette Szabo et Cecily Lefort ;
- Sachsenhausen. Au camp, une plaque honore la mémoire de deux agents de la section F, « Maj Francis Suttill DSO » et du « Capt W Grover-Williams FrCdG » parmi les vingt « membres courageux des forces britanniques et du Commonwealth, dont beaucoup restent inconnus, qui furent internés à Sachsenhausen et qui ont péri ici ou ailleurs, tombés aux mains de leurs ravisseurs. » ;
- Struthof, près de Natzweiler. Au camp, une plaque, inaugurée le 22 juin 1975 par le Premier ministre Jacques Chirac, honore la mémoire des quatre femmes agents exécutées le 6 juillet 1944 : Andrée Borrel « Denise », Vera Leigh « Simone », Sonia Olschanezky « Tania » et Diana Rowden « Paulette » ;
- Buchenwald. Au camp, une plaque honore la mémoire des officiers alliés du bloc 17 assassinés entre septembre 1944 et mars 1945, notamment vingt agents du SOE : Allard Lt. E.A.L., Barrett, Flt Lt D.J., Benoist, Capt. R.M.C., Bouguennec, Lt. J., Defendini, Lt. A.B., Detal, Lt. J.T.J.M., Frager, Maj. H.J.P., Garry, Lt. E.A.H., Geelen, Lt. P.A.H., Hubble, Capt. D.E., Leccia, Lt. M., Macalister, Capt. J.K., Mayer, Lt. J.A., Mulsant, Capt. P.L., Pertschuk, Lt. M., Pickersgill, Capt. F.H.D., Rechenmann, Capt. C.T., Sabourin, Lt. R., Arthur Steele, Capt. A., Wilkinson, Capt. G.A.. Apposée dans l’antichambre du four crématoire, la plaque a été inaugurée le 15 octobre 2010 en présence de Stéphane Hessel.

### Zones d'ombre
De nombreuses raisons ont longtemps fait obstacle à une bonne connaissance de l'histoire du SOE :
- En raison de sa nature de service secret, ses agents devaient respecter des exigences draconiennes de discrétion, ce qui s'oppose à la traçabilité de leurs actions.
- Le nom du service et son existence même furent des secrets bien gardés pendant la guerre. Le War Office connaissait la section MO-1(SP), l'Amirauté connaissait un bureau NID/Q, le ministère de l'Air connaissait AI-10, le Foreign Office un service encore différent, des laboratoires effectuaient des recherches pour le Joint Technical Board ou l'Inter-Services Research Bureau. De Gaulle appelait « Intelligence Service » tous les services secrets sans distinction, les Allemands classaient souvent les dossiers W.O. (pour War Office). Les agents eux-mêmes parlaient de « La Firme » et ne connaissaient du quartier général qu'une ou deux pièces peu meublées, éloignées des bureaux de Baker Street, où ils avaient été recrutés.
- Environ 13 %[13] des papiers originaux ont été préservés de la destruction, intentionnelle ou accidentelle :
  - Les enregistrements n'ont pas été conservés systématiquement. Le SOE a grandi précipitamment et par à-coups et, pour des raisons de sécurité, il n'y a pas eu d'enregistrement centralisé. Seule une tentative de créer des archives centrales était en cours à la fin de la guerre.
  - Certains enregistrements du SOE ont été délibérément détruits face à l'avance ennemie. C'est le cas à Singapour en 1942 devant l'avance japonaise et au Caire lorsque les Allemands s'approchèrent d'Alexandrie.
  - Pour des raisons de stockage et de manipulation, un élagage a été effectué à la fin de la guerre.
  - Fin 1945, une partie des archives a disparu dans un incendie, peut-être accidentel.
- Le rangement est parfois le simple fait du hasard, et les informations peuvent ainsi se trouver à des endroits inappropriés, ce qui gêne les recherches.
- L'ouverture au public des dossiers du SOE aux « National Archives » britanniques a commencé tardivement (1993) et a progressé très lentement.
- Certains dossiers intéressants pour l'histoire du SOE resteront longtemps inaccessibles, tels ceux classés sous la rubrique MI6.

Nombreux sont les agents qui, après la guerre, ont publié leurs témoignages ou leurs mémoires. Mais :
- Certains acteurs majeurs se sont peu ou pas exprimé sur le sujet, à commencer par Winston Churchill dans son Histoire de la Seconde Guerre mondiale.
- Certains agents ont pris, lors de leur recrutement, un engagement à long terme de ne rien révéler de leurs activités.
- De même, certains récits « officiels » des opérations du SOE sur les différents théâtres ont été publiés tardivement et soulèvent parfois des questions par leurs erreurs et leurs silences :
  - M.R.D. Foot, SOE in France, HMSO, 1966
  - Charles Cuickshank, SOE in the Far East, OUP, 1983
  - Charles Cuickshank, SOE in Scandinavia, OUP, 1986.

### Archives
Les Archives nationales britanniques ont ouvert au public les dossiers suivants relatifs au SOE, repérés par HS dans leur catalogue. Le catalogue sur internet donne accès aux références suivantes :
- HS 1 - SOE operations: The Far East
  - Opérations en Extrême-Orient, ouvert au public depuis juin 1993, Public Record Office, classe HS 1/1-350 : Birmanie, Siam, Indo-Chine française, Malaya, Chine, Japon, Afghanistan, Inde, Australie, Sumatra anglo néerlandaise, papiers organisationnels.
- HS 2 - SOE operations: Scandinavia.
  - Opérations en Scandinavie, ouvert au public depuis juin 1994, Public Record Office, classe HS 2/1-272 : Danemark, Finlande, Norvège, Suède, etc.
- HS 3 - SOE operations: Africa and the Middle East.
  - Opérations en Afrique et au Moyen-Orient, ouvert au public depuis septembre 1994, Public Record Office, classe HS 3/1-245 : Aden et mer Rouge, Abyssinie et Afrique orientale, Afrique du Nord, Afrique occidentale, pays arabes, Chypre, Égypte, Malte et Tunisie, Moyen-Orient, Maroc, Palestine, Syrie, Tanger, Turquie.
- HS 4 - SOE operations: Eastern Europe.
  - Opérations en Europe de l'Est, ouvert au public depuis mars 1995, Public Record Office, classe HS 4/1-381.2 : Tchécoslovaquie, Hongrie, Pologne et Union Soviétique.
- HS 5 - SOE operations: Balkans. Opérations dans les Balkans.
- HS 6 - SOE operations: Western Europe. Opérations en Europe de l'Ouest.
- HS 7 - SOE Histories and War Diaries.
- HS 8 - SOE headquarters records. Quartier général, ouvert au public depuis le 8 février 2002.
- HS 9 - SOE Personnel Files.
- HS 10 - Photographs of equipment developed by SOE Station 15b for covert operations behind enemy lines.
- HS 11 - SOE: Registry: General Nominal and Subject file index, 1939-1946.
- HS 12 - SOE: Registry: Index of Honours and Awards, 1939-1946.
- HS 13 - SOE: Registry: France Nominal Index, 1940-1946.
- HS 14 - SOE: Registry: Belgium (including some Dutch) Nominal Index, 1939-1946.
- HS 15 - SOE: Italian Section and Middle Eastern and Greek Section Agent Particulars Nominal Index, 1939-1946.
- HS 16 - SOE: Playfair and Wireless Operators Codes Nominal Card Index, 1940-1946.
- HS 17 - SOE: Registry: Scandinavia Nominal Index Cards, 1940-1946.
- HS 18 - SOE: Registry: Iberian Nominal Card Index, 1940-1946.
- HS 19 - SOE: Staff Income Tax Nominal Index Cards, 1940-1946.
- HS 20 - SOE: Registry: Miscellaneous Nominal Card Index, 1940-1946.

D'autres dossiers concernant le SOE sont présents dans les dossiers du MI 6 (SIS), du MI 5 (KV 1 et KV 5), du Air Ministry (AIR), du War Office (WO), du Foreign Office (FO) et du Prime Minister's Office (PREM).